# Raszputyin (film, 2011)
Raszputyin (eredeti francia címe Raspoutine) egy 2011-ben bemutatott francia–orosz történelmi tévédráma Josée Dayan és Irakli Kvirikadze rendezésében, Gérard Depardieu címszereplésével. A történet központi figurája Grigorij Raszputyin, szibériai szerzetes és látnok, aki képes enyhíteni a hemofíliában szenvedő Alekszej cárevics szenvedését, ezt kihasználva befolyása alá vonja a gyermekét féltő cárnét. Erkölcstelen életmódja és a nagyhatalmi politikába való nyílt beavatkozása azonban vesztét okozza.

## Cselekmény
A bevezető a cári család 1918-as kivégzésével kezdődik. A csekista Jurovszkij, a kivégzés irányítója kifosztja a halottakat, de a cárné nyakában talált függőt, Raszputyin fényképével megvetően visszadobja a holttestre.
1904: megszületik II. Miklós cár és Alexandra cárné első fiúgyermeke, a várva várt trónörökös, Alekszej cárevics. Az orvosok megállapítják, hogy a csecsemő öröklött vérzékenységben szenved, amely nem gyógyítható. 
Szibériában feltűnik Grigorij Raszputyin vándor prédikátor („sztarec”), akit az ortodox egyház vizsgálat alá von, mert a tiltott szekta, a hlisztek eretnek nézeteit terjeszti. Bizonyíték hiányában útjára elengedik. 1909-ben a sztarec Szentpétervárra érkezik, ahol látomásaival és csodatévő lélekgyógyító képességével híveket gyűjt maga köré, bejut a legfelső arisztokrata körökbe.
1909-ben a cárevics kisebb balesetet szenved, szervezetében belső vérzések keletkeznek, életveszélybe kerül. A cárné udvarhölgye, Anna Virubova, Raszputyin rajongója a palotába hozza a csodatévő sztarecet, aki pszichés ráhatással megnyugtatja a kisfiút, enyhíti fájdalmait, helyreállítja egészségét. Ettől kezdve Raszputyin a cárné feltétlen bizalmát élvezi. Beköltözik a cári palotába. Erkölcstelen, kicsapongó életmódjával azonban nem hagy fel. Hencegése a cárnéhoz fűződő intim kapcsolatáról súlyosan megbotránkoztatja az udvaroncokat és politikusokat.
Az első világháború küszöbén Raszputyin igyekszik lebeszélni Miklós cárt a hadba lépésről, de sikertelenül. Súlyos vereségek után a hadsereg vezetését maga a cár veszi át, de katonai tanácsokat feleségétől kér, aki Raszputyin befolyása alatt áll. A háborútól szenvedő orosz nép is a sátán ügynökének kezdi tekinteni Raszputyint, aki a német származású cárnén keresztül irányítja férjét, a cár atyuskát. A nagy hatalmú és gazdag Zinaida Juszupova hercegnő megpróbálja meggyőzni a cárnét, hogy űzze el Raszputyint, mert a sztareccel való bizalmas barátsága súlyosan károsítja a cári család reputációját, és végső fokon az egész monarchia jövőjét veszélyezteti. Raszputyin azonban többször is meggyógyítja a beteg cárevicset, és értésére adja a cárnénak, hogy a fiú életének egyetlen biztosítéka az ő jelenléte. A cárné megvédi Raszputyint és elutasítja a hercegnő követelését.
Zinaida Juszupova hercegnő úgy látja, neki magának kell cselekednie. Rábeszéli fiát, Feliksz Juszupov herceget, a cár unokahúgának, Irina Juszupova hercegnőnek férjét, hogy ölesse meg Raszputyint, a cárné rossz szellemét. Feliksz szövetségesre talál jóbarátjában, Dmitrij Pavlovics nagyhercegben. Tervüket aktívan támogatja a szentpétervári brit nagykövet, Sir George Buchanan és Oswald Rayner brit titkosügynök, akik szerint Alexandra cárné (született Hesseni Alix hercegnő) a német császár kémje, aki Raszputyin befolyása alatt rá akarja venni Miklós cárt, hogy lépjen ki a németek elleni háborúból. Mivel a Brit Birodalom mindenáron bent akarja tartani a háborúban az Orosz Birodalmat, a brit diplomaták segítik a Raszputyin elleni összeesküvést. A végrehajtásban részt vesz Puriskevics radikális monarchista képviselő is, a cár feltétlen híve. Az összeesküvők felháborodását növeli, hogy Raszputyin maga jelöli ki az új miniszterelnököt, Borisz Stürmert, a cárné engedelmes hívét.
A féktelen természetű Raszputyin el akarja csábítani a homoszexuális Juszupov herceget és szép feleségét, Irina hercegnőt is, édes hármasban. Juszupov erre építi tervét: Irinát biztonságba helyezi, de az ő nevében szeánszra hívja palotájába a sztarecet. Raszputyin jó érzékkel sejti, hogy viselkedése miatt előbb-utóbb megölik. A cárnénak fenyegető próféciát küld, hogy ha őt meggyilkolják, akkor egész Oroszország vértengerbe fullad és a cári családot saját népe fogja lemészárolni. A Juszupov-palotában Raszputyint először megpróbálják ciánnal megmérgezni, de a méreg nem hat szervezetére. Több pisztolygolyót eresztenek bele, de így is majdnem elmenekül, végül szitává lövik és vaslánccal agyonverik. Hulláját a jeges folyóba dobják. A film vége felidézi Raszputyin jóslatát a cári család hamarosan bekövetkező pusztulásáról.

## Szereposztás
| Szerep                                                   | Színész                 | Magyar hangja (1. szinkron, 2013) |
| -------------------------------------------------------- | ----------------------- | --------------------------------- |
| Grigorij Raszputyin                                      | Gérard Depardieu        | Helyey László                     |
| Alekszandra Fjodorovna cárné                             | Fanny Ardant            | Kovács Nóra                       |
| II. Miklós cár                                           | Vlagyimir Maskov        | Anger Zsolt                       |
| Anna Virubova udvarhölgy                                 | Anna Mihalkova          | Orosz Anna                        |
| Nyikolaj Nyikolajevics nagyherceg, hadsereg-főparancsnok | Alekszandr Rjazancev    | N/A                               |
| Feliksz Juszupov herceg                                  | Filippp Jankovszkij     | Széles Tamás                      |
| Irina Juszupova hercegné, Feliksz felesége               | Natalja Svec            | N/A                               |
| Zinaida Juszupova hercegnő, Feliksz anyja                | Irina Alfjorova         | N/A                               |
| Dmitrij Pavlovics nagyherceg, Feliksz jóbarátja          | Danyila Kozlovszkij     | N/A                               |
| Vlagyimir Puriskevics képviselő                          | Igor Szergejev          | N/A                               |
| Oswald Rayner brit titkosügynök                          | Jurij Kolokoljnyikov    | N/A                               |
| George Buchanan brit nagykövet                           | Ernszt Romanov          | N/A                               |
| Aron Szimanovics, Raszputyin titkára                     | Konsztantyin Habenszkij | N/A                               |
| Borisz Stürmer miniszterelnök                            | Szergej Zamorjev        | N/A                               |
| Marija Fjodorovna özvegy anyacárné                       | Tamara Kolesznyikova    | N/A                               |
| Dr. Eugene Botkin, a cári család orvosa                  | Pjotr Gavriljuk         | N/A                               |

- További magyar hangok: Barbinek Péter, Csőre Gábor, Koncz István, Makranczi Zalán, Menszátor Magdolna, Tóth Auguszta, Welker Gábor

## Gyártás, fogadtatás
A film forgatása egybeesett Gérard Depardieu adóelkerülési célú országváltásával. Az Oroszországba átköltöző francia hírességet maga Vlagyimir Putyin, akkori orosz miniszterelnök fogadta. A készülő film címszerepét Depardieu kapta meg, aki a forgatókönyvet is átdolgoztatta a Putyintól kapott útmutatások szerint. 
A színész a miniszterelnök jóváhagyásával irányította a forgatást, saját személyét állítva a középpontba. Putyin „az orosz kultúrához való jelentős hozzájárulásnak” nevezte Depardieu alakítását. Az orosz kulturális sajtó azonban, amely ambivalensen viszonyult az orosz állampolgárrá vált francia sztárral kapcsolatban, gúnyos kritikával illette a Raszputyin-filmet és Depardieu színészi játékát is, az alkatától teljesen idegen szerepben.

## További információ
- Hivatalos oldal
- Raszputyin a PORT.hu-n (magyarul)
- Raszputyin az Internetes Szinkronadatbázisban (magyarul)
- Raszputyin az Internet Movie Database-ben (angolul)
- Raszputyin a Box Office Mojón (angolul)
- Raspoutine (2011) (francia nyelven). AlloCiné.fr
- Rasputin - Hellseher der Zarin (2011) (német nyelven). Filmdienst.de